# Сантьяго Соса
Сантьяго Соса (ісп. Santiago Sosa, нар. 3 травня 1999, Ла-Плата) — аргентинський футболіст, півзахисник клубу «Рівер Плейт».

## Клубна кар'єра
Народився 3 травня 1999 року в місті Ла-Плата. Соса почав грати у футбол в академії клубу «Мерседес» з однойменного міста. У 2008 році став гравцем футбольної академії клубу «Рівер Плейт». У сезоні 2018/19 Соса був переведений в основний склад «Рівер Плейта». 29 серпня 2018 року дебютував за клуб в матчі Кубка Лібертадорес проти «Расінга», вийшовши на заміну замість Хуана Кінтеро. За підсумками того сезону «Рівер Плейт» виграв цей найпрестижніший клубний континентальний трофей.

## Виступи за збірну
У 2019 році був викликаний до складу молодіжної збірної Аргентини до 20 років на молодіжний чемпіонат Південної Америки у Чилі. Там Соса допоміг своїй збірній посісти друге місце. Цей результат дозволив команді кваліфікуватись на молодіжний чемпіонат світу 2019 року, куди поїхав і Сантьяго.

## Статистика виступів

### Статистика клубних виступів
| Сезон             | Команда           | Чемпіонат         | Чемпіонат | Чемпіонат | Національний кубок | Національний кубок | Національний кубок | Континентальні кубки | Континентальні кубки | Континентальні кубки | Інші змагання | Інші змагання | Інші змагання | Усього | Усього | Усього |
| Сезон             | Команда           | Ліга              | Ігор      | Голів     | Ліга               | Ігор               | Голів              | Ліга                 | Ігор                 | Голів                | Ліга          | Ігор          | Голів         | Ігор   | Голів  |        |
| ----------------- | ----------------- | ----------------- | --------- | --------- | ------------------ | ------------------ | ------------------ | -------------------- | -------------------- | -------------------- | ------------- | ------------- | ------------- | ------ | ------ | ------ |
| 2018–19           | «Рівер Плейт»     | ПД                | 3         | 0         | КА                 | 0                  | 0                  | КЛ                   | 1                    | 0                    |               | -             | -             | 4      | 0      |        |
| Усього за кар'єру | Усього за кар'єру | Усього за кар'єру | 3         | 0         |                    | 0                  | 0                  |                      | 1                    | 0                    |               | -             | -             | 4      | 0      |        |